# Castello di Blankenheim
Il castello di Blankenheim ('Burg Blankenheim') è un castello che sovrasta la città di Blankenheim (Ahr) nell'Eifel.
Fu edificato come fortezza nel 1115 da Gerhard I ed era la sede ancestrale della famiglia Von Blankenheim.
I signori di Blankenheim sono stati investiti del titolo di conte nel 1380.
I conti di Blankenheim si unirono ai conti di Manderscheid e dal 1469 si chiamarono Manderscheid-Blankenheim. Con l'estinzione delle linee Manderscheid-Gerolstein e Manderscheid-Kail (1742), la contea di Manderscheid divenne il più grande dominio territoriale autonomo dell'Eifel.

## Storia dell'edificio
Il castello è stato ricostruito più volte, cosicché nel tempo fu dapprima una fortezza medievale e, quindi, un palazzo barocco con giardino barocco e una serra ('orangerie'). La fine arrivò nel settembre 1794, quando le truppe francesi invasero Blankenheim. La contessa Augusta von Manderscheid-Blankenheim fuggì con la sua famiglia in Boemia.
Il castello è stato a lungo disabitato e nel 1894 la Prussia intraprese misure di messa in sicurezza. Nel 1926 fu rilevato dall'Associazione tedesca di Ginnastica e nel 1936 la proprietà passò alla Associazione tedesca degli Ostelli della Gioventù, che lo trasformarono in un ostello.
Aspetto importante del castello è la riscoperta avvenuta solamente nel 1996 del Tiergartentunnel, facente parte del sistema di approvvigionamento idrico del castello.
Era in grado di garantire una fornitura di acqua notevole. Anche se il fiume Ahr scorre vicino al castello, inizialmente esso doveva fare affidamento all'acqua piovana. 
Pertanto, nel 1469 il conte Dietrich III di Manderscheid-Blankenheim ordinò lo scavo una galleria di alimentazione. Così l'acqua della sorgente "In der Rhenn" è stata portata al castello da circa un chilometro di distanza.

## Personalità
Il giurista e politico cattolico Moritz Lieber nacque il 1º ottobre 1790 nel castello di Blankenheim.